# 데이오네우스
데이오네우스(Deioneus)는 그리스 신화에 나오는 오이칼리아 왕 에우리토스의 아들이다.  데이오네우스는 이피토스, 클리티오스, 톡세우스, 몰리온, 디다에온의 형제이다. 힐로스의 아내가 된 이올레는 그의 누이이다. 아테네의 영웅 테세우스는 코린트 지협에서 악행을 일삼던 시니스를 죽인 뒤, 그의 딸 페리구네와 사랑에 빠졌다. 아버지를 찾으러 아테네로 가야 했던 테세우스는 페리구네를 데이오네우스와 결혼시켰다.